# Nooit thuis
Nooit thuis is een lied van de Algerijns-Franse rapper Boef in samenwerking met de Nederlandse rapper Ashafar. Het werd in 2020 als single uitgebracht en stond in hetzelfde jaar als twaalfde track op het album Allemaal een droom van Boef.

## Achtergrond
Nooit thuis is geschreven door Sofiane Boussaadia en Zakaria Abouazzaoui en geproduceerd door Keyser Soze. Het is een nummer uit het genre nederhop. In het lied zingt de liedverteller over zijn verleden en drukke levensstijl waardoor hij nu succesvol is. In de bijbehorende videoclip zijn de rappers te zien, terwijl ze verschillende vervoersmiddelen gebruiken, zoals een quad, auto en speedboot. Het nummer werd bij NPO FunX uitgeroepen tot de DiXte track van de week. De single heeft in Nederland de gouden status.
Het is de eerste keer dat de twee artiesten met elkaar samenwerken; een samenwerking die in 2021 nog een keer werd herhaald met Tot laat.

## Hitnoteringen
De artiesten hadden succes met het lied in het Nederlands taalgebied. Het piekte op de eerste plaats van de Nederlandse Single Top 100 en stond één week op deze positie. In totaal was het zestien weken in de lijst te vinden. In de drie weken dat het in de Nederlandse Top 40 stond, kwam het tot de 31e plaats. De Vlaamse Ultratop 50 werd niet bereikt; het lied bleef steken op de elfde plaats van de Ultratip 100.